# Karel Eusebius z Lichtenštejna
Karel Eusebius kníže z Lichtenštejna, vévoda opavský a krnovský (Karl Eusebius Fürst von Liechtenstein, Herzog von Troppau and Jägerndorf) (11. dubna 1611 – 5. dubna 1684, Kostelec nad Černými lesy) byl rakouský šlechtic, jako 2. kníže z Lichtenštejna byl v letech 1627–1684 hlavou rodu Lichtenštejnů. V letech 1639–1641 byl zemským hejtmanem ve Slezsku, později se věnoval převážně správě svého rozsáhlého majetku na Moravě, v Čechách a Rakousku. Proslul jako významný mecenáš umění a také jako amatérský architekt (zámek Plumlov).

## Životopis

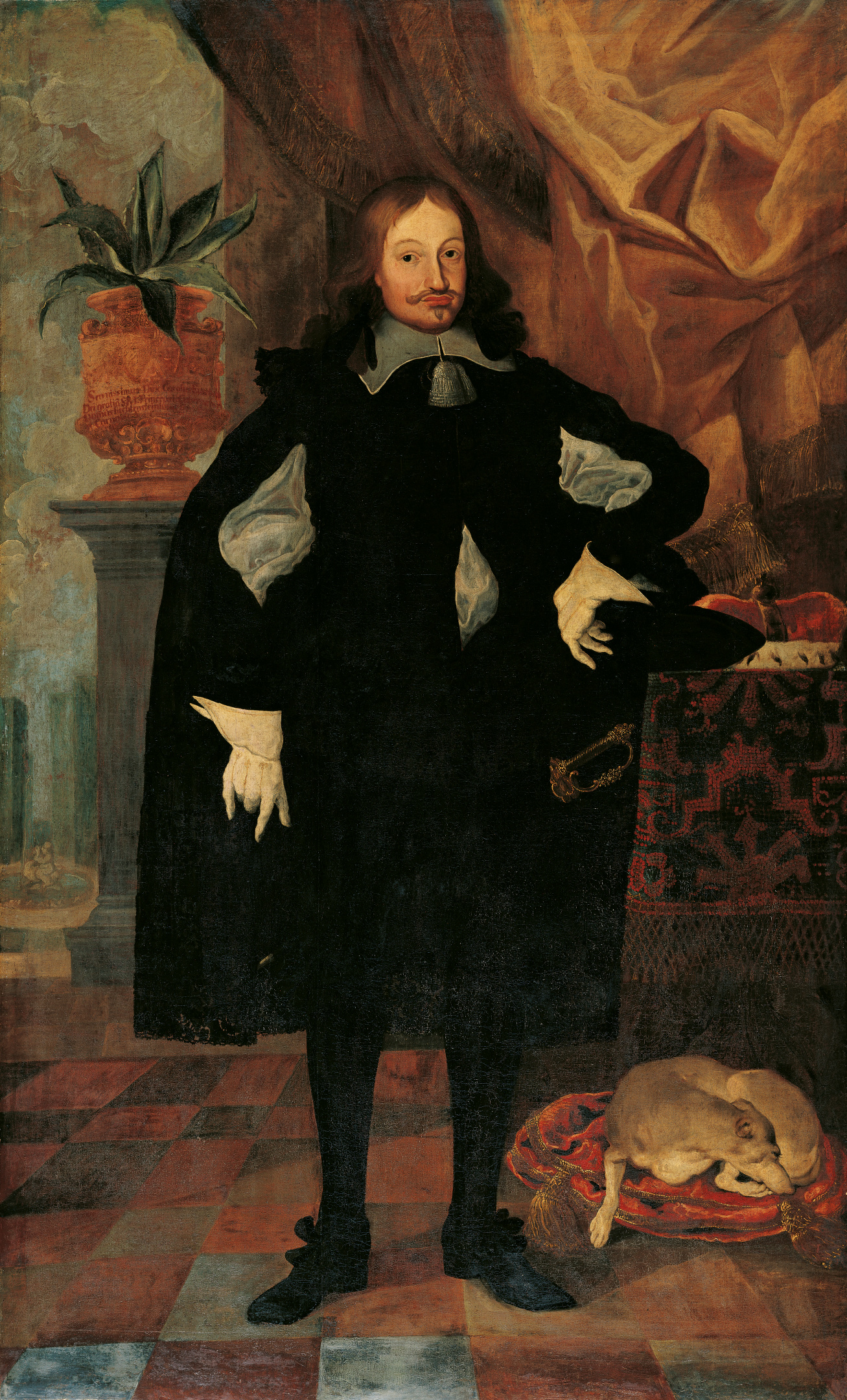
Kníže Karel Eusebius z Lichtenštejna

Pocházel ze starého šlechtického rodu Lichtenštejnů, narodil se jako jediný syn knížete Karla z Lichtenštejna (1569–1627) a jeho manželky Anny Marie, rozené z Boskovic (1577–1625). Dětství strávil ve Vídni, první fázi vzdělání absolvoval u jezuitů v Praze, po roce 1622 pobýval na zámu v Lednici. Studoval pod dohledem soukromých učitelů, mimo jiné dobře ovládal češtinu, jak dokládá rodinná korespondence. V šestnácti letech zdědil po otci knížecí titul a rodový majetek (1627), poručnickou správu zajišťovali jeho strýcové Gundakar a Maxmilián. V letech 1629–1631 se svým bratrancem Hartmanem absolvoval kavalírskou cestu. Vyrazili v lednu 1629 z Bratislavy do německých zemí, dva měsíce strávili v Bruselu, jejich další cesta vedla do Nizozemí a Francie. Od prosince 1630 do května 1631 pobývali v Paříži, kde se jich díky doporučení císaře Ferdinanda II. ujala královna Anna Rakouská. Po návratu z cest pobýval Karel Eusebius u dvora ve Vídni, kde získal hodnost císařského komorníka. Po dosažení zletilosti v roce 1632 osobně převzal správu rodového majetku. V roce 1635 absolvoval ještě cestu do Itálie, kde pobýval inkognito jako baron z Feldsbergu (Feldsberg = Valtice). V letech 1639–1641 zastával funkci vrchního zemského hejtmana ve Slezsku. Na rozdíl od svého otce a strýců se nadále ve veřejném životě prakticky neangažoval a soustředil se na správu rodových statků zdecimovaných třicetiletou válkou a morovými epidemiemi. V roce 1667 obdržel nabídku na funkci moravského zemského hejtmana, kterou ale s ohledem na náročnou správu rodového majetku odmítl (omluvil se ze zdravotních důvodů).
Proslul mimo jiné jako významný mecenáš umění. Jako sběratel výtvarných děl preferoval holandské malíře, jejichž obrazy kupoval nebo je přímo zaměstnával. Na zámku ve Valticích vydržoval vlastní orchestr a pěvecký sbor. Věnoval se také chovu koní a patřil k průkopníkům nových metod lovu divoké zvěře.
Zemřel ve věku 73 let na zámku v Kostelci nad Černými lesy, kde byl také původně pohřben. V roce 1699 byly jeho ostatky přeneseny do rodinné hrobky ve Vranově u Brna.

## Majetek a stavební aktivity

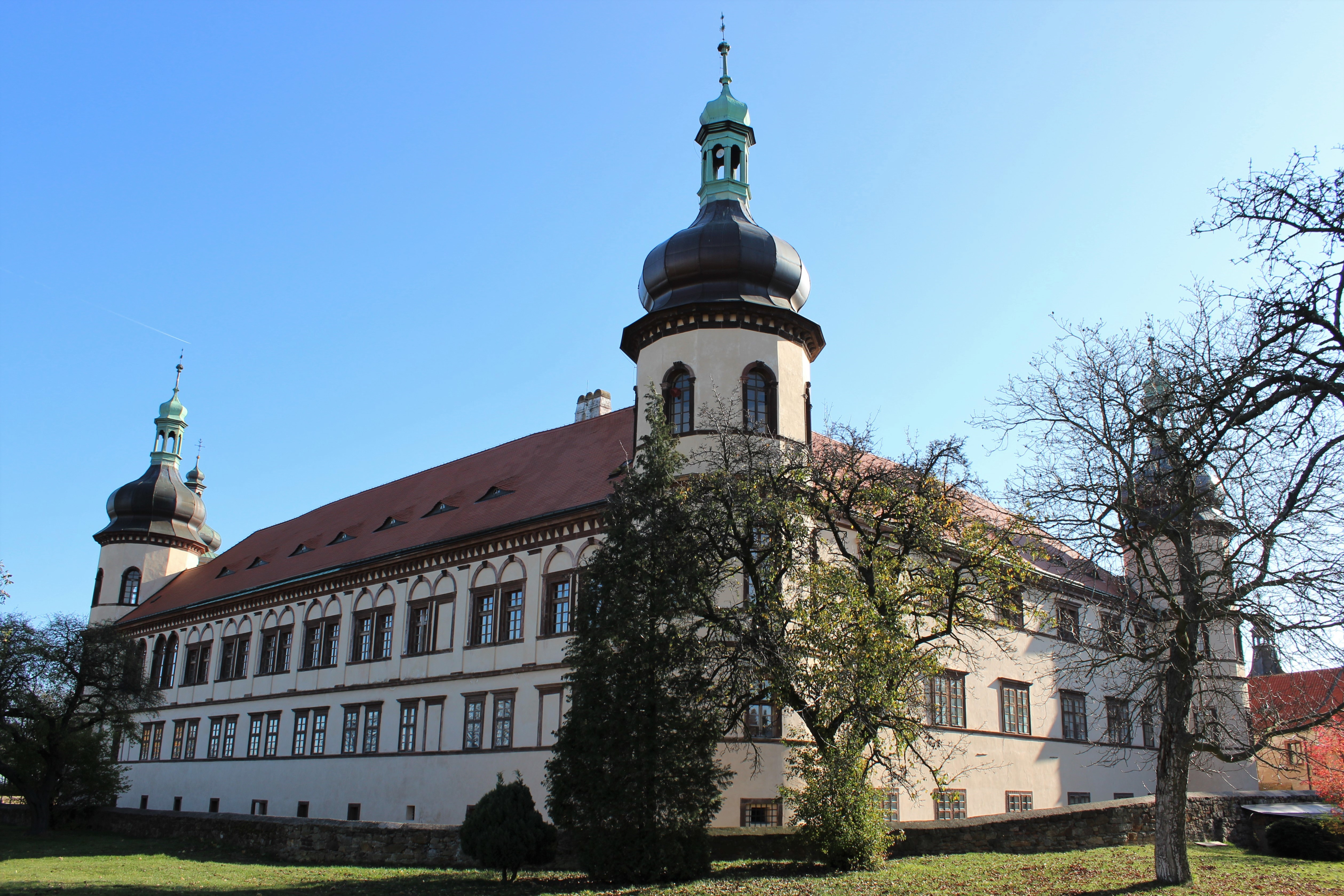
Zámek Kostelec nad Černými lesy

### Přehled majetku
Po rodičích zdědil obrovský majetek na Moravě a v Čechách, další statky vlastnil v Dolním Rakousku, vlastnil také paláce ve Vídni a v Praze. Na Moravě mu patřila panství Valtice, Lednice, Branná, Ruda nad Moravou, Moravská Třebová, Šumperk a Zábřeh. Panství Úsov a Černá Hora patřila k matčinu dědickému podílu po vymřelém rodu pánů z Boskovic. Ve Slezsku mu patřilo Opavsko a Krnovsko spojené s vévodským titulem. Ve východních Čechách držel panství Lanškroun s hradem Lanšperkem, důležitou součástí rodových držav byla také panství Uhříněves a Kostelec nad Černými lesy poblíž Prahy. Po dobu jeho nezletilosti majetek spravovali jako poručníci jeho strýcové Gundakar a Maxmilián, přičemž Maxmilián osobně dohlížel na statky ve Slezsku. V roce 1638 přikoupil Karel Eusebius k jihomoravským statkům panství Břeclav, což byla jediná větší akvizice, kterou za svého života učinil. V roce 1645 po bezdětném strýci Maxmiliánovi zdědil další velká panství Bučovice, Pozořice a Nový hrad, která byla také součástí dědictví po pánech z Boskovic. Patřil k největším pozemkovým vlastníkům v habsburské monarchii a jeho statky vynášely ročně statisíce zlatých, celoživotně se ale potýkal s finančními problémy, které vyplývaly ze složité obnovy hospodářství po třicetileté válce a četných stavebních aktivit. Výrazným zásahem do rodinných financí bylo nákladné zpětné vykoupení panství Kostelec nad Černými lesy.

### Případ Kostelec nad Černými lesy
I když svým majetkem a knížecím titulem patřil k aristokratické elitě habsburské monarchie, nevyhnulo se mu nepříjemné vyšetřování nepřehledných obchodních aktivit jeho otce během pobělohorských konfiskací spojené s panstvím Kostelec nad Černými lesy. Kostelecké panství získal Karel z Lichtenštejna od Albrechta z Valdštejna, který je převzal jako dědic rodu Smiřických. Valdštejnův nárok na dědictví Smiřických zpochybnila dvorská komora hned po jeho zavraždění v Chebu v roce 1634. Zpochybnitelná byla tím pádem i smlouva mezi Valdštejnem a Lichtenštejnem, další vyšetřování bylo ale kvůli událostem třicetileté války odloženo. Až v roce 1653 vyzval Karla Eusebia císař Ferdinand III., aby před zemským soudem své nároky na Kostelec obhájil. Na kostelecké panství byl dosazen i císařský hejtman, Karel Eusebius ale po zaplacení částky 400 000 zlatých získal majetek zpět. Nový císař Leopold I. však v roce 1658 zřídil tzv. restituční komisi, která měla prošetřit všechny nejasné transakce Karla z Lichtenštejna týkající se nejen Kostelce. Karel Eusebius ve snaze zabránit dalším restrikcím nabídl dvorské komoře částku 1 350 000 zlatých. Po zaplacení obdržel v roce 1665 od císaře tzv. absolutorium, které jej zprostilo dalšího vyšetřování a nároků ze strany státu na lichtenštejnský majetek. Tyto problematické vztahy s císařským dvorem nicméně nebránily tomu, aby Karel Eusebius v roce 1672 hostil Leopolda I. ve Valticích během pobytu císařské rodiny v Mikulově.

### Stavební aktivity

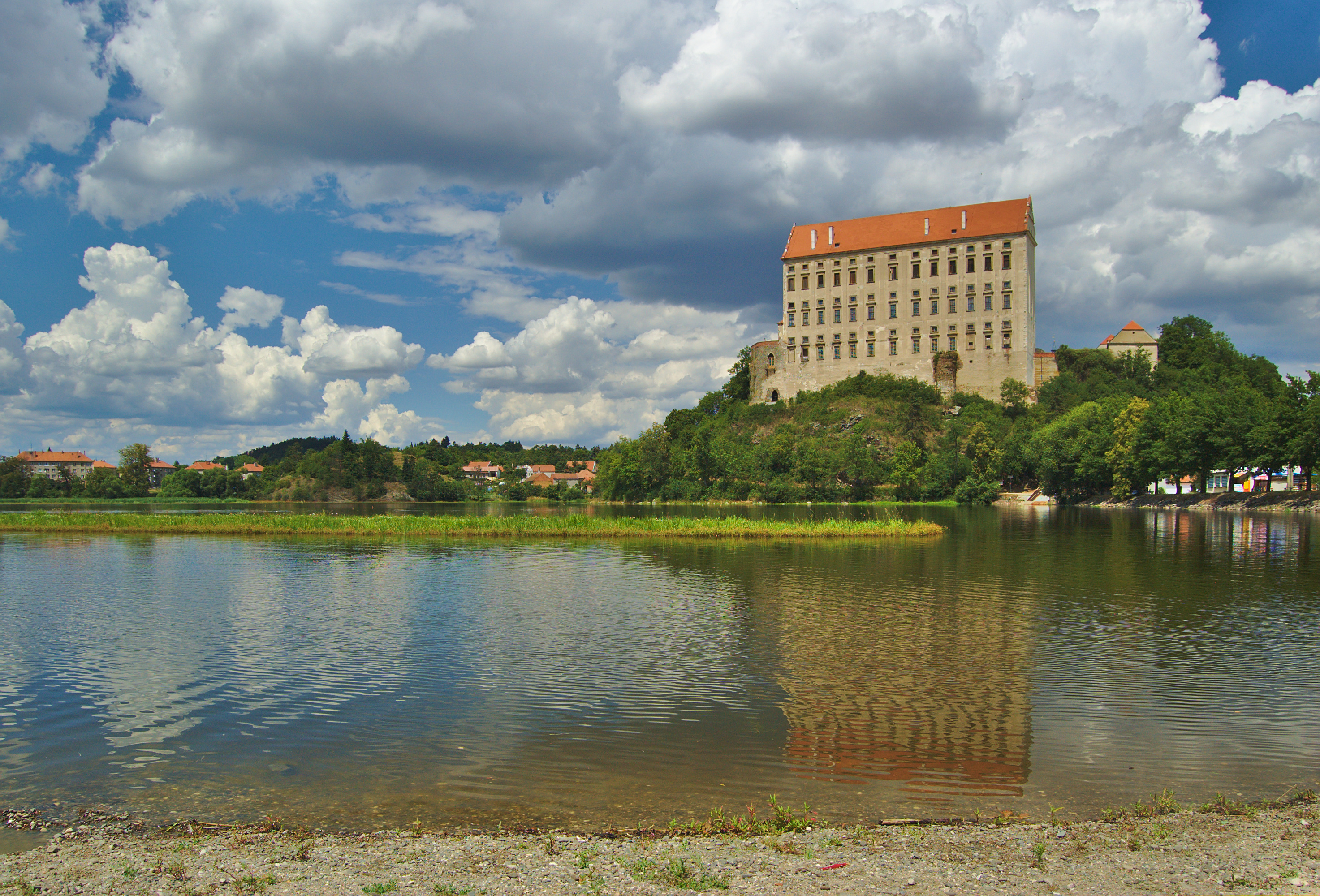
Zámek Plumlov, nedokončený projekt Karla Eusebia z Lichtenštejna

Jako zadavatel stavebních zakázek věnoval Karel Eusebius největší pozornost zámku ve Valticích, který měl do budoucna plnit úlohu hlavní rezidence lichtenštejnských knížat. Ve Valticích zaměstnával jako architekty a výtvarné umělce příslušníky tehdy proslulých rodin Tencallů a Ernů (Giovanni Giacomo Tencalla, Giovanni Pietro Tencalla, Ondřej Erna, Jan Křtitel Erna). Zaměřoval se ale i na Lednici, kde navázal na aktivity svého poručníka strýce Maxmiliána. Ve Valticích a v Lednici byly v té době vybudovány rozsáhlé parky, jejichž současná podoba ale pochází až z 19. století. Zámecká zahrada byla zřízena také v Bučovicích. K významným církevním stavbám dokončeným pod patronátem Karla Eusebia patří kostel Nanebevzetí Panny Marie ve Valticích a kostel Nanebevzetí Panny Marie v Bučovicích. Další rezidence na rodových panstvích byly po třicetileté válce jen provizorně udržovány. Barokní úpravu zámku v Zábřehu z roku 1661 dokládá rodový erb, menší adaptací prošel také zámek v Lanškrouně. Zámek v Kostelci nad Černými lesy byl v 17. století jen průběžně udržován. Udržovací práce proběhly také na hradě Úsov, protože úsovské lesy patřily k oblíbeným místům pro pořádání honů.

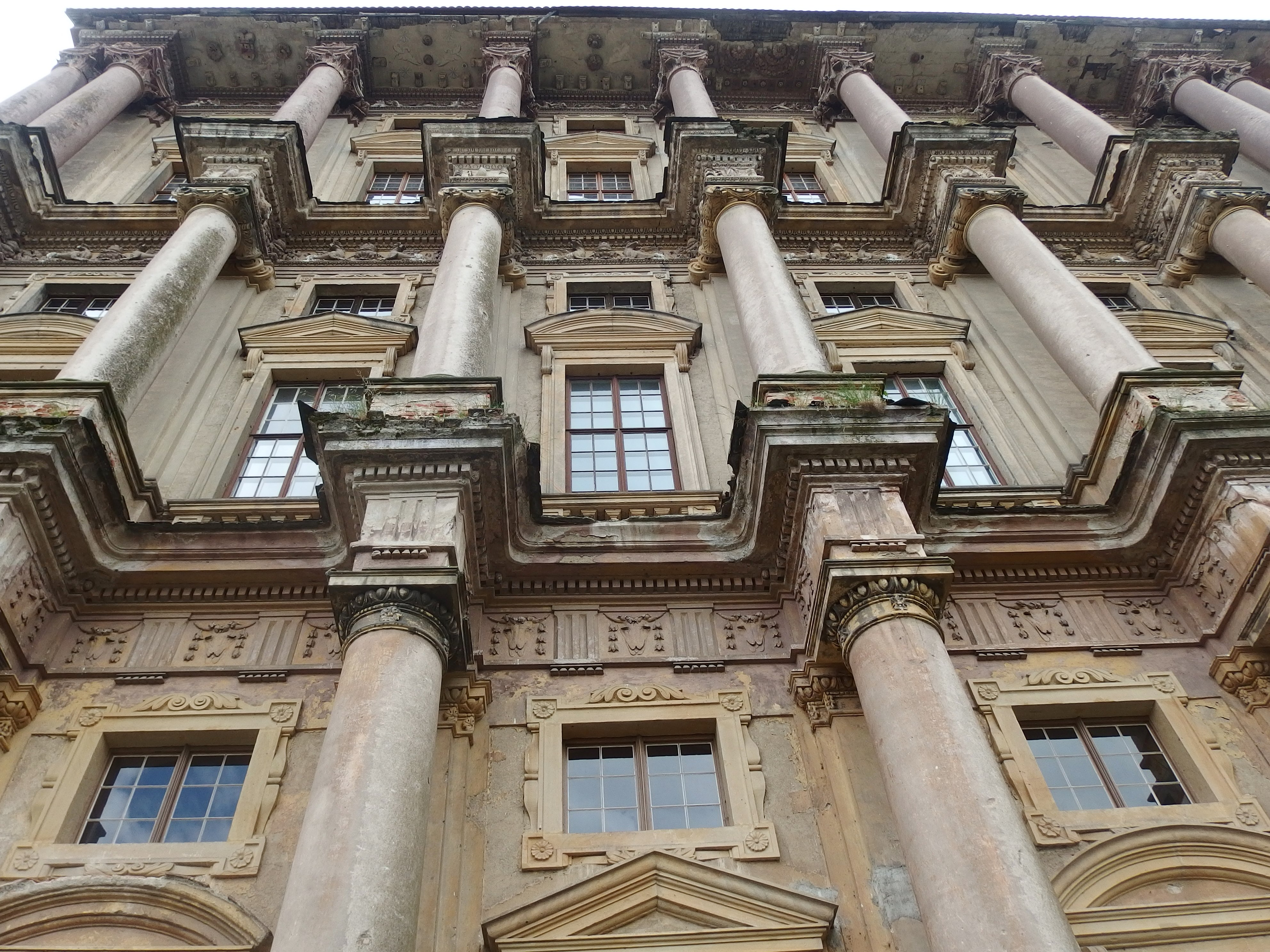
Zámek Plumlov, detail fasády podle návrhů Karla Eusebia z Lichtenštejna

Karel Eusebius se celoživotně zajímal o architekturu a byl autorem spisu Werk von der Architektur (nedatováno, pravděpodobně 1670). Toto dílo mělo spíše charakter soukromých rad pro potomstvo, obsahuje ale řadu zajímavých myšlenek z pohledu významného aristokrata a jeho názorů na soudobé stavitelství. Karel Eusebius se zaměřoval na vlastní majetek a využitelnost rozsáhlé sítě rodových rezidencí, z nichž v jeho soukromém výběru uspěly jen Valtice a Kostelec nad Černými lesy. Své názory na podobu reprezentační rezidence barokního velmože uplatnil jako autor vlastního projektu zámku v Plumlově, který byl jedinou novostavbou za jeho vlády na lichtenštejnských panstvích (1680–1685). S myšlenkou vybudování nového sídla na plumlovském panství přišel jeho syn Jan Adam Ondřej a Karel Eusebius s nadšením vypracoval projekt mohutného třípatrového zámku čtyřkřídlé dispozice. Z finančních důvodů ale brzy po zahájení stavby došlo k šetření a sporům mezi otcem a synem. Po smrti Karla Eusebia byl nakonec plumlovský zámek jen provizorně dokončen a z ambiciózního plánu bylo vystavěno jen jedno ze čtyř křídel. Přestože je plumlovský zámek jen nedokončeným torzem, patří k významným barokním památkám a nepřehlédnutelným dominantám na Prostějovsku.

## Rodina
V září 1644 se oženil se svou vlastní neteří Johannou Beatrix z Ditrichštejna (1625–1676), která byla dcerou jeho sestry Anny Marie (1597–1640) a knížete Maxmiliána z Ditrichštejna (1596–1655). Z jejich manželství se narodilo devět dětí.
- 1. Eleonora Marie Rozálie (1647–1703), ∞ 1666 Jan Seyfried kníže z Eggenbergu (1644–1713), rytíř Řádu zlatého rouna, majitel panství ve Štýrsku (zámek Eggenberg)
- 2. Anna Marie (1648–1654)
- 3. Marie Terezie (1649–1716), I. ∞ 1667 Jakub hrabě Leslie (†1691), polní maršál císařské armády, majitel panství Nové Město nad Metují a statků ve Štýrsku, II. ∞ 1692 Jan Baltazar hrabě z Wagenspergu (1642–1693), císařský tajný rada, komoří, zemský maršálek v Korutansku
- 4. Johanna Beatrix (1650–1672), ∞ 1669 Maxmilián II. Jakub Mořic kníže z Lichtenštejna (1641–1709), plukovník císařské armády, majitel panství Moravský Krumlov
- 5. František Dominik Eusebius (* a † 1652)
- 6. Karel Josef (* a † 1652)
- 7. František Eusebius Václav (1654–1655)
- 8. Cecílie (* a † 1655)
- 9. Jan Adam Ondřej (1662–1712), císařský tajný rada, rytíř Řádu zlatého rouna, dědic rodového majetku, ∞ 1681 Erdmunda Terezie hraběnka z Ditrichštejna (1662–1737)

Díky své manželce měl Karel Eusebius blízké příbuzenské vazby na řadu významných osobností, jeho švagry byli císařský polní maršál hrabě Walter Leslie (1605–1667), nejvyšší zemský sudí na Moravě hrabě Lev Vilém z Kounic (1614–1655), nejvyšší zemský komorník v Českém království hrabě Jan Bedřich z Trauttmansdorffu (1619–1696), císařský polní maršál a prezident Dvorské válečné rady kníže Raimund Montecuccoli (1608–1681) nebo císařský nejvyšší hofmistr kníže Ferdinand z Ditrichštejna (1636–1698).